# Уорд, Андре
Андре Уорд (англ. Andre Ward; род. 23 февраля 1984, Сан-Франциско, Калифорния) — американский боксёр-профессионал, выступавший во 2 средней и полутяжёлой весовых категориях. Чемпион США среди любителей (1999, 2001—2003). Олимпийский чемпион в полутяжелом весе (2004).
Чемпион мира во втором среднем весе по версии WBA (2009—2015), WBC (2011—2013), The Ring (2011—2015). Чемпион мира в полутяжелом весе по версии WBA, IBF, WBO (2016—2017), The Ring (2017) Чемпион Северной Америки по версии NABF во втором среднем весе (2009).
Лучший боксёр вне зависимости от весовой категории по версии журнала The Ring (2017). Обладатель наград «Боксёр года» (2011) и «Возвращение года» (2016) по версии журнала The Ring.

## Любительская карьера
Родился в семье ирландца Фрэнка Уорда и афроамериканки Мадлен Арви Тейлор. Отец привёл его в боксёрский зал, когда мальчику было 9 лет. Первым и единственным тренером Андре стал крёстный отец Вирджил Хантер.
На любительском ринге провёл 110 поединков: 105 выиграл, 5 проиграл.
- 1999 Чемпионат США среди кадетов (до 16 лет) — золото
- 2001 Чемпионат США — золото
- 2002 Чемпионат США среди юниоров (до 18 лет) — золото
- 2003 Игры титанов — золото
- 2003 Чемпионат США — золото
- 2004 Игры титанов — золото

### Олимпийские игры
- 1/8 финала: победа над Клементе Руссо (Италия) 17-9
- 1/4 финала: победа над Евгением Макаренко (Россия) 23-16
- 1/2 финала: победа над Уткирбеком Хайдаровым (Узбекистан) 17-15
- Финал: победа над Магомедом Арипгаджиевым (Белоруссия) 20-13

## Профессиональная карьера
Андре Уорд дебютировал на профессиональном ринге в декабре 2004 года, и нокаутировал во втором раунде соотечественника Криса Молину.

### Суперсредний вес
Второй поединок провёл в феврале 2005 года, и по очкам победил в 6-раундовом поединке непобеждённого американца, Коста (8-0).
19 ноября 2005 года Уорд победил по очкам американца Дарнела Буна. В этом поединке Уорд впервые оказался в нокдауне.
В апреле 2006 года досрочно победил соотечественника Энди Коля (9-0). В июле 2007 года в третьем раунде нокаутировал американца, Франческо Диаза (16-1), а в следующем поединке нокаутировал в 6-м раунде Роджера Кантелла (12-0).
В июле 2007 года состоялся Уорд вышел на ринг против Джерсона Равело. В конце 8-го раунда американец провёл правый хук в челюсть и Равело упал на пол. Доминиканец с трудом поднялся. Уорд сразу же загнал его в угол и начал бомбить ударами. Через несколько секунд из угла вылетело белое полотенце. Рефери не заметил этого, однако через несколько секунд, видя, что Равело не отвечает, прекратил поединок. Уорд выиграл свой первый титул. Пояс чемпиона Северной Америки по версии WBA NABO
6 февраля 2009 года Уорд победил соотечественника Генри Бучмана и завоевал ещё один титул Северной Америки, по версии NABF.

#### Бой с Эдисоном Мирандой

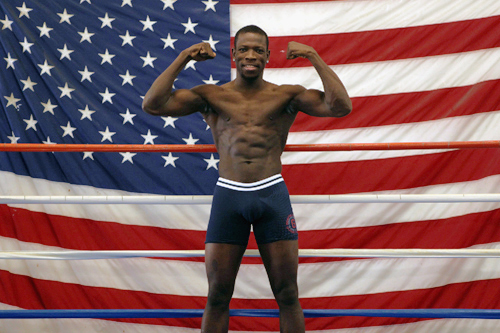
Эдисон Миранда

В мае 2009 года Уорд вышел на ринг против бывшего претендента на титул чемпиона мира в среднем весе, колумбийца Эдисона Миранды. Первые раунды прошли в равной борьбе, однако потом Уорд начал боксировать на дальней дистанции и захватил инициативу. После 12-ти раундов все судьи отдали победу Уорду.

#### Участие в турнире Super Six
В 2009 году телевизионный канал Showtime принял решение провести грандиозный турнир лучших бойцов второго среднего веса для участия в турнире сильнейших. В турнире приняли участие все топовые боксёры, за исключением Лучиана Буте, у которого был контракт с HBO и чемпиона WBO, Роберта Штиглица, который к тому моменту был не сильно известен и популярен.

##### Бой против Миккеля Кесслера

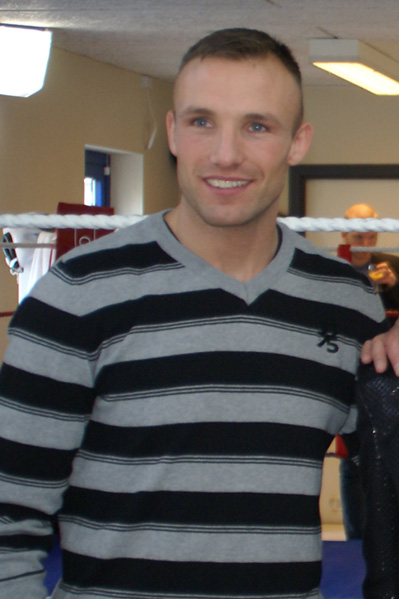
Миккел Кесслер

В декабре 2009 года Уорд вышел на ринг против чемпиона мира датчанина Миккела Кесслера. Бой проходил в рамках первого круга турнира во 2-м среднем весе Super Six World Boxing Classic. Кесслер был фаворитом в бою. Коэффициент на победу Уорда составлял 1 к 2,2. Бой был остановлен в 11-м раунде из-за рассечения у Кесслера, после неумышленного столкновения головами. Победитель боя определился после подсчета судейских записок. Им стал Уорд, который выигрывал по очкам со счетом 98-92, 98-92 и 97-93 после 10-ти раундов.

##### Бой с Алланом Грином
В январе 2010 года Джермейн Тейлор отказался участвовать в турнире Super Six World Boxing Classic. Его заменил Аллан Грин. Уорд победил Грина по очкам с разгромным счетом. Все трое судей отдали победу Уорду 120—108.

##### Бой с Сакио Бика
В ноябре 2010 года состоялся бой Андре Уорда и камерунца Сакио Бика. Поединок был промежуточным, и не проходил в рамках турнира. Уорд второй раз защитил, принадлежащий ему титул чемпиона мира, уверенно победив по очкам.

##### Бой против Артура Абрахама

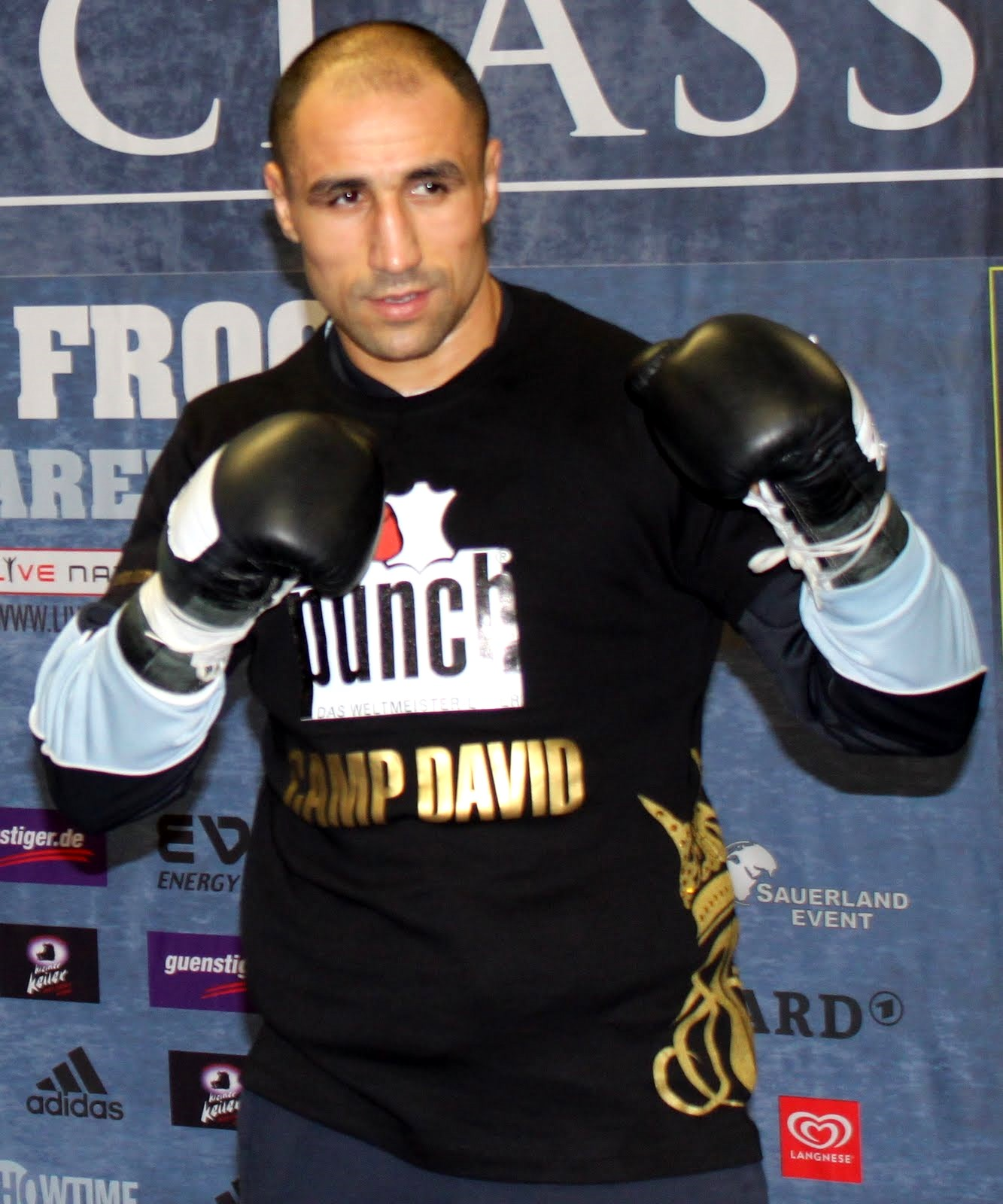
Артур Абрахам

В мае 2011 года Уорд встретился с бывшем чемпионом в среднем весе немцем, армянского происхождения Артуром Абрахамом. В первых двух раундах преимущества не было ни у одного из боксёров, однако начиная с третьего по двенадцатый, Уорд просто громил Абрахама. В итоге американец победил единогласным решением судей.

##### Бой с Карлом Фрочем

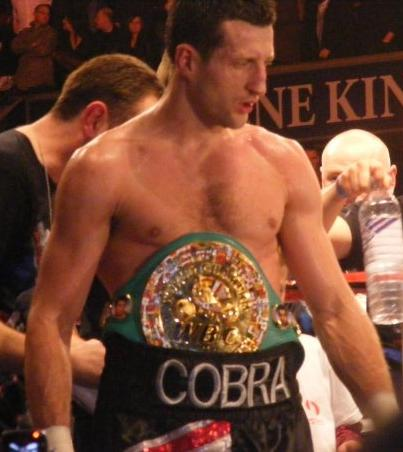
Карл Фроч

В декабре 2011 года в финале турнира во 2-м среднем весе Super Six World Boxing Classic встретились американец Андре Уорд и британец Карл Фроч. Уорд, который был заметно быстрее британца, имел преимущество практически по ходу всего боя и постоянно вязал Фроча в клинче, дабы нейтрализовать его ударную мощь, что у Уорда, в целом, успешно получилось. Во второй половине боя Фроч попытался переломить ход поединка, начав действовать более активно и выглядел чуть лучше, чем в первой, но тем не менее, особых успехов не добился, в то время как Уорд раз за разом попадал точными ударами, с дальней и ближней дистанции. Счёт судейских записок: 115—113 (дважды) и 118—110, всё в пользу Уорда. Счёт третьего судьи наиболее отражал то, что происходило в ринге в тот вечер. Уорд стал победителем турнира Super Six World Boxing Classic.

#### Бой с Чедом Доусоном

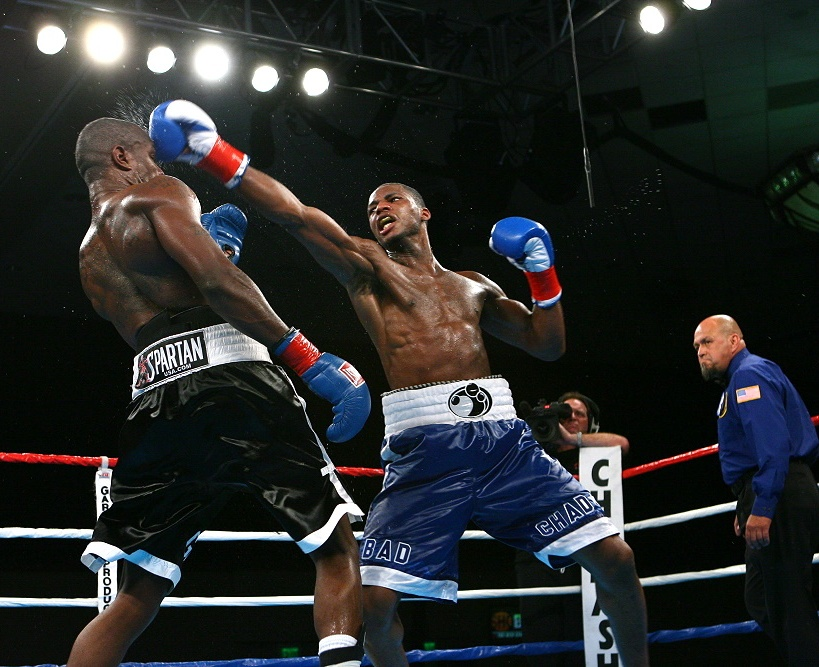
Чед Доусон

В сентябре 2012 года Уорд встретился с чемпионом мира в полутяжелом весе Чедом Доусоном. Ради этого боя Доусон спустился в суперсредний вес, в котором не выступал с 2006 года. Первый раунд был за Чедом Доусоном. Во втором раунде Уорд приспособился к Доусону и захватил инициативу. В конце третьего раунда Уорд левым прямым послал Доусона в нокдаун. Доусон выглядел потрясенным, но Уорд не сумел его добить. В начале четвёртого раунда после левого хука Уорда Доусон снова оказался на полу. Доусон встал и смог достоять до конца раунда. В дальнейшем Уорд продолжал избивать Доусона. В седьмом раунде Доусон не нанес ни одного точного удара. В десятом раунде Уорд опять отправил Доусона в нокдаун. Доусон поднялся, но рефери Стив Смугер остановил бой.
В 2013 году должен был встретится с американцем, Келли Павликом. Бой перенесли из-за травмы Уорда, а затем Павлик неожиданно объявил о завершении карьеры.

#### Бой с Эдвином Родригесом
16 ноября 2013 года Уорд по очкам одолел доминиканца Эдвина Родригеса. Первые раунды проходили с большим количеством клинчей и нарушений правил. В четвёртом раунде, в одном из таких эпизодов, боксёры продолжили бой после команды «стоп». Рефери разнял их и снял по 2 очка с обоих спортсменов и предупредил их о возможной остановке боя. После этого эпизода нарушений со стороны боксёров стало гораздо меньше. Уорд владел преимуществом на протяжении всего поединка, попадая своими ударами и заставляя противника промахиваться. По итогам 12 раундов счёт судейских записок составил 118:106, 117:107 и 116:108 в пользу Уорда. Поединок не был титульным, так как Родригес не смог вписаться в рамки весовой категории..

#### Бой с Полом Смитом
20 июня 2015 года после практически двухлетнего вынужденного перерыва Андре Уорд вернулся на ринг. Его соперником стал британец Пол Смит. Как и ожидалось, особых проблем Уорд в бою не испытал, постепенно наращивая своё преимущество раунд за раундам. Смит же весь бой провёл в пассивной манере, спрятавшись за блоком. Каждый раунд был похож на предыдущий, с большим преимуществом Уорда. В 9 раунде Смит пропустил много чистых силовых ударов, в итоге, угол британца выбросил полотенце. Таким образом, Уорд выиграл техническим нокаутом и успешно вернулся на ринг.

### Полутяжелый вес
После боя с Полом Смитом, команда лидера суперсреднего дивизиона Андре Уорда попыталась организовать бой с чемпионом мира в среднем весе, лидером среднего веса казахстанцем Геннадием Головкиным, но в связи с тем что у казахстанца уже был запланирован бой в рамках среднего веса с канадцем Давидом Лемье, Андре Уорд поднялся в полутяжелый вес, чтобы встретиться с лидером полутяжелого веса Сергеем Ковалёвым, но перед этим он должен провести два боя по контракту с HBO.

#### Бой с Саливанном Баррерой
26 марта 2016 года Андре Уорд вышел против небитого кубинца Саливанна Барреры, тренером которого был известный тренер Абиль Санчез. Саливанн Баррера превосходил Андре Уорда по габаритам, для Андре Уорда это был первый бой в новом для себя дивизионе. Бой начался довольно интенсивно и уже в третьем раунде кубинец оказался в нокдауне от левого бокового Уорда, в последующих раундах Уорд имел подавляющее преимущество и за счет техники легко переигрывал Барреру. К концу боя Уорд впервые в карьере стал подавать признаки усталости, сказалось долгое долгое отсутствие вне ринга, не показав своего лучшего бокса и своей фирменной скорости, Уорд за счет своей техники легко взял практически все раунды, отдав 2-3 раунда. Счета судейских записок оказались в пользу Уорда 117—109, 119—109, 117—109. Андре Уорд успешно дебютировал в новом дивизионе и сделал шаг к бою против лидера дивизиона Сергея Ковалёва.

#### Бой с Александером Брандом
6 августа 2016 года Андре Уорд легко перебоксировал Александера Бранда, показав хорошую динамику и скорость, чего не было в прошлом поединке.

#### Бой с Сергеем Ковалёвым

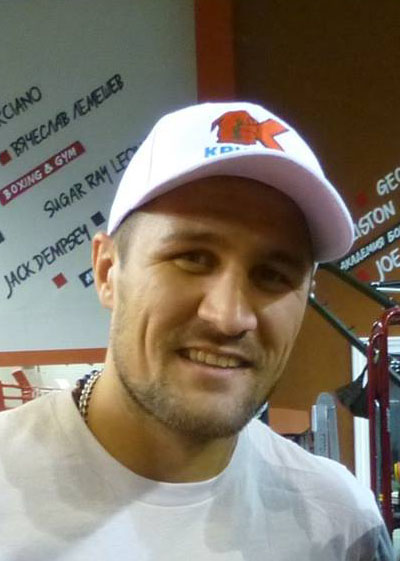
Сергей Ковалёв

О данном бое договаривались уже давно. В ноябре 2015 года Уорд перешёл из второго среднего веса в полутяжёлый и подписал контракт с HBO. Этот контракт включал в себя бой Ковалёв — Уорд. В апреле 2016 года бой был официально подтверждён. Дата проведения — 19 ноября 2016 года. По мнению многих специалистов этот поединок являлся одним из самых ожидаемых и интригующих в боксе, так как на ринге встречаются два непобеждённых чемпиона (действующий и бывший). Оба спортсмена признавались боксёрами года по версии журнала «The Ring» и оба были лучшими боксёрами дивизиона (полутяжёлого и второго среднего). Небольшим фаворитом в этом бою у букмекеров выступал Андре Уорд; среди специалистов и боксёров немало и тех, кто отдавал предпочтение Ковалёву. Вечер бокса прошёл на HBO PPV. Для Сергея это первый бой, организованный по системе платных трансляций. Ковалёв хорошо начал бой. Во 2-м раунде россиянин отправил своего соперника в нокдаун. Однако, Уорд быстро восстановился и продолжил бой. Постепенно поединок выровнялся. Чемпион прессинговал и наносил силовые удары. Претендент действовал вторым номером и работал, в основном, джебом. В итоге, схватка продлилась все 12 раундов. Судьи единогласно отдали победу Уорду со счётом 114—113. Сергей не согласился с решением судей, назвав его абсурдом. Ряд известных экспертов (Гарольд Ледерман, Ларри Мерчант и др.) также считает, что победу одержал Ковалёв. Россиянин намерен воспользоваться пунктом о незамедлительном реванше, который был прописан в контракте.

#### Бой-реванш с Сергеем Ковалёвым 2
Оба боксёра начали бой в аккуратной манере, пару раз обменявшись ударами. Далее Ковалёв стремился атаковать с дистанции, в то время как Уорд шёл в клинч при первой же возможности. Во 2-м раунде рефери сделал устное предупреждение Уорду за удар ниже пояса. Начиная с 4-го раунда, американец перехватил инициативу и навязал свою манеру боя. Было заметно, что Ковалёв устал. Тем не менее, удачные моменты по-прежнему были у обоих спортсменов. В 8-м раунде Уорд нанёс несколько ударов по корпусу, а затем потряс россиянина ударом с правой в голову. Из-за серии ударов Ковалёв, стоя к канатам, почти перестал отвечать на атаки Уорда. Американец провёл несколько акцентированных ударов ниже пояса и рефери Тони Уикс остановил поединок, зафиксировав спорную победу действующего чемпиона техническим нокаутом.

## Стиль и особенности ведения поединков
По словам тренера Вирджила Хантера, в боях Уорд полагается на свой боксёрский интеллект, скорость, чувство дистанции и умение контролировать темп поединка. Он обладает высокой точностью ударов и отличными навыками контратаки. Природный левша, Уорд боксирует в левосторонней стойке (стойка правши). Как правило, лучшие удары он наносит слева, включая левый хук, апперкот и резкий поршнеобразный джеб, который он наносит в голову и корпус противника. Травма правой руки и последующая операция на ней привели к тому, что Уорд в ходе карьеры стал ещё больше полагаться на левую руку, иногда переключаясь в правостороннюю стойку, чтобы нанести силовые удары. Тем не менее, он способен мощно бить и правой рукой, что показал второй поединок против Ковалёва, где Уорд ударом справа потряс противника. Уорд называет свой стиль «бесформенным» (англ. formless) и объясняет его появление многолетним изучением боёв Роя Джонса, Бернарда Хопкинса и Флойда Мейвезера. Уорд также обладает хорошими навыками борьбы в клинче и готов применить в ходе боя «грязные» приёмы, если считает это необходимым.
Стиль Уорда часто подвергается критике. За «вяжущую» манеру ведения боя с обилием спорных приёмов и борьбой в стойке, в СМИ Уорда иногда называют одним из наиболее «грязных» чемпионов современности и иронично именуют «чемпионом мира по борьбе», а его поединки — «реслингом». Промоутер Сергея Ковалёва Кэти Дува сравнила его технику с боями смешанных единоборств. По мнению британского боксёра и бывшего соперника Уорда Карла Фроча, Уорд «заставлял людей засыпать», а его бои были скучными не пользовались популярностью у фанатов бокса. По мнению Фроча, Уорд был вынужден завершить карьеру после окончания контракта с HBO, поскольку «в контракте с ним не была заинтересована никакая другая телесеть». С другой стороны, Фроч признал боксёрский талант Уорда и справедливость его побед.
Авторитетный американский спортивный комментатор Ларри Мерчант раскритиковал спорное судейское решение в первом бою Уорда против Ковалёва. Судейский корпус, единогласно голосовавший в пользу Уорда, Мерчант назвал «11 друзей Оушена», а их решение — «ограблением». Поклонники таланта Уорда называют его «боксёром повышенной проходимости».

## Статистика профессиональных боёв
В таблице перечислены результаты всех поединков боксёров.
В каждой строке указан результат поединка. Дополнительно номер поединка обозначен цветом, который обозначает итог поединка. Расшифровка обозначений и цветов представлена в нижеследующей таблице.
| Пример | Расшифровка                     |
| ------ | ------------------------------- |
|        | Победа                          |
|        | Ничья                           |
|        | Поражение                       |
|        | Планируемый поединок            |
|        | Поединок признан несостоявшимся |
| КО     | Нокаут                          |
| ТКО    | Технический нокаут              |
| PTS    | Решение судей (по очкам)        |
| UD     | Единогласное решение судей      |
| MD     | Решение большинства судей       |
| SD     | Раздельное решение судей        |
| RTD    | Отказ от продолжения боя        |
| DQ     | Дисквалификация                 |
| NC     | Поединок признан несостоявшимся |

| 32 поединка, 32 победы (16 нокаутом). | 32 поединка, 32 победы (16 нокаутом). | 32 поединка, 32 победы (16 нокаутом). | 32 поединка, 32 победы (16 нокаутом). | 32 поединка, 32 победы (16 нокаутом).   | 32 поединка, 32 победы (16 нокаутом). | 32 поединка, 32 победы (16 нокаутом). |
| Бой                                   | Рекорд                                | Дата                                  | Соперник                              | Место боя                               | Результат                             | Дополнительно |
| ------------------------------------- | ------------------------------------- | ------------------------------------- | ------------------------------------- | --------------------------------------- | ------------------------------------- | --- |
| 32                                    | 32(16)-0                              | 17 июня 2017                          | Сергей Ковалёв (30-1-1)               | Мандалай-Бэй, Лас-Вегас, Невада, США    | TKO 8 (12), 2:29                      | Бой за титулы чемпиона мира в полутяжёлом весе по версиям WBA super, IBF и WBO (1-я защита Уорда), вакантный титул The Ring.                                                                                   |
| 31                                    | 31(15)-0                              | 19 ноября 2016                        | Сергей Ковалёв (30-0-1)               | Ти-Мобайл Арена, Лас-Вегас, Невада, США | UD 12                                 | Завоевал титул чемпиона мира в полутяжёлом весе по версиям WBA super, IBF и WBO. Уорд в нокдауне во 2 раунде. Счёт: 114—113 (все).                                                                             |
| 30                                    | 30(15)-0                              | 6 августа 2016                        | Александер Бранд (25-1)               | Оракл-арена, Окленд, Калифорния, США    | UD 12                                 | Завоевал вакантный титул чемпиона по версии WBO Inter-Continental в полутяжёлом весе. Счёт: 120—108. |
| 29                                    | 29(15)-0                              | 26 марта 2016                         | Салливан Баррера (17-0)               | Оракл-арена, Окленд, Калифорния, США    | UD 12                                 | Бой в полутяжёлом весе (175 фунтов). Счёт: 117—108, 119—109, 117—109. Баррера в нокдауне в третьем раунде. Уорд оштрафован на 1 очко за удар ниже пояса в 8 раунде.                                            |
| 28                                    | 28(15)-0                              | 20 июня 2015                          | Пол Смит (35-5)                       | Окленд, Калифорния, США                 | TKO 9 (12)                            | Титулы Уорда не стояли на кону, так как бой проходил в промежуточном весе (172 фунта). |
| 27                                    | 27(14)-0                              | 16 ноября 2013                        | Эдвин Родригес (24-0)                 | Онтарио, Калифорния, США                | UD 12                                 | Счёт: 118—106, 117—107, 116—108. Титулы Уорда не были разыграны из-за перевеса у Родригеса. Оба соперника оштрафованы на 2 очка за неспортивное поведение в 4 раунде. Родригес получил рассечение в 12 раунде. |
| 26                                    | 26(14)-0                              | 15 сентября 2012                      | Чэд Доусон (31-1)                     | Окленд, Калифорния, США                 | TKO 10 (12), 2:45                     | Защитил титулы WBA Super, WBC и The Ring во втором среднем весе. Доусон в нокдаунах в 3, 4, 10 раундах. Доусон отказался продолжать бой после третьего нокдауна.                                               |
| 25                                    | 25(13)-0                              | 17 декабря 2011                       | Карл Фроч (28-1)                      | Атлантик-Сити, Нью-Джерси США           | UD 12                                 | Счёт: 115—113, 118—110, 115—113. Защитил титул WBA Super, выиграл титул WBC и вакантный титул The Ring. Выиграл турнир Super Six World Boxing Classic.                                                         |
| 24                                    | 24(13)-0                              | 14 мая 2011                           | Артур Абрахам (32-2)                  | Карсон, Калифорния, США                 | UD 12                                 | Счёт: 120—108, 118—110, 118—111. Защитил титул WBA Super. Полуфинал турнира Super Six World Boxing Classic. |
| 23                                    | 23(13)-0                              | 27 декабря 2010                       | Сакио Бика (28-4-2)                   | Окленд, Калифорния, США                 | UD 12                                 | Счёт: 120—108, 118—110, 118—110. Защитил титул WBA Super. |
| 22                                    | 22(13)-0                              | 19 июня 2010                          | Аллан Грин (29-1)                     | Окленд, Калифорния, США                 | UD 12                                 | Счёт: 120—108, 120—108, 120—108. Защитил титул WBA Super. Второй тур турнира Super Six World Boxing Classic.                                                                                                   |
| 21                                    | 21(13)-0                              | 21 ноября 2009                        | Миккель Кесслер (42-1)                | Окленд, Калифорния, США                 | TD 11 (12), 1:42                      | Счёт: 97—93, 98—92, 98—92. Выиграл титул WBA Super (первый титул чемпиона мира в карьере Уорда). Первый тур турнира Super Six World Boxing Classic.                                                            |
| 20                                    | 20(13)-0                              | 12 сентября 2009                      | Шелби Падвилл (22-3-1)                | Темекула, Калифорния, США               | KO 3 (10), 2:16                       | |
| 19                                    | 19(12)-0                              | 16 мая 2009                           | Эдисон Миранда (32-3)                 | Окленд, Калифорния, США                 | UD 12                                 | Счёт: 119—109, 116—112, 119—109. Защитил титулы WBO NABO и NABF. |
| 18                                    | 18(12)-0                              | 6 февраля 2009                        | Генри Бьюкенен (17-1)                 | Лемор, Калифорния, США                  | UD 12                                 | Счёт: 120—108, 120—108, 120—108. Защитил титул WBO NABO, выиграл вакантный титул NABF. |
| 17                                    | 17(12)-0                              | 13 декабря 2008                       | Эстебан Камоу (22-4)                  | Кабасон, Калифорния, США                | TKO 3 (10), 2:46                      | |
| 16                                    | 16(11)-0                              | 20 июня 2008                          | Джерсон Равело (18-2)                 | Джорджтаун, Каймановы острова           | TKO 8 (12), 2:37                      | Выиграл вакантный титул WBO NABO. |
| 15                                    | 15(10)-0                              | 20 марта 2008                         | Рубин Уильямс (29-3-1)                | Сан-Диего, Калифорния, США              | TKO 7 (10), 2:51                      | |
| 14                                    | 14(9)-0                               | 16 ноября 2007                        | Роджер Кантрелл (12-0)                | Грос-Айлет, Сент-Люсия                  | TKO 5 (10), 1:56                      | |
| 13                                    | 13(8)-0                               | 14 июля 2007                          | Франсиско Диас (16-1)                 | Карсон, Калифорния, США                 | TKO 3 (8), 2:59                       | |
| 12                                    | 12(7)-0                               | 17 мая 2007                           | Дафир Смит (16-15-5)                  | Лемор, Калифорния, США                  | TKO 6 (8), 2:48                       | |
| 11                                    | 11(6)-0                               | 29 марта 2007                         | Жулио Жан (7-10-1)                    | Сан-Хосе, Калифорния, США               | TKO 3 (8), 2:04                       | |
| 10                                    | 10(5)-0                               | 16 ноября 2006                        | Деррик Финдли (6-1)                   | Сан-Хосе, Калифорния, США               | UD 6                                  | Счёт: 60—54, 60—54, 60—54. |
| 9                                     | 9(5)-0                                | 29 апреля 2006                        | Энди Колле (9-0)                      | Ледьярд, Коннектикут США                | RTD 6 (8), 3:00                       | |
| 8                                     | 8(4)-0                                | 23 февраля 2006                       | Кендалл Гулд (7-7-1)                  | Лемор, Калифорния, США                  | UD 6                                  | Счёт: 60—54, 60—54, 60—54. |
| 7                                     | 7(4)-0                                | 19 ноября 2005                        | Дарнелл Бун (6-2-1)                   | Портленд (Орегон), США                  | UD 6                                  | Счёт: 59—55, 58—56, 57—56. Уорд в нокдауне в 4 раунде. |
| 6                                     | 6(4)-0                                | 1 октября 2005                        | Гленн ЛаПлант (9-2-1)                 | Тампа, Флорида, США                     | KO 1 (6), 2:59                        | |
| 5                                     | 5(3)-0                                | 18 августа 2005                       | Кристофер Холт (12-4)                 | Сан-Хосе, Калифорния, США               | RTD 3 (6), 3:00                       | |
| 4                                     | 4(2)-0                                | 18 июня 2005                          | Бен Арагон (4-3-1)                    | Мемфис, Теннесси, США                   | TKO 3 (6), 0:59                       | |
| 3                                     | 3(1)-0                                | 7 апреля 2005                         | Рой Эшуорт (3-1)                      | Темекула, Калифорния, США               | DQ 3 (6), 2:56                        | |
| 2                                     | 2(1)-0                                | 10 февраля 2005                       | Кенни Кост (8-0)                      | Лемор, Калифорния, США                  | UD 6                                  | Счёт: 60—54, 59—55, 59—55. |
| 1                                     | 1(1)-0                                | 18 декабря 2004                       | Крис Молина (2-0)                     | Лос-Анджелес, Калифорния, США           | TKO 2 (4), 0:40                       | |
| Бой                                   | Рекорд                                | Дата                                  | Соперник                              | Место боя                               | Результат                             | Дополнительно |

## Фильмография
- 2008 — Beyond the Ropes (документальный)
- 2015 — Крид: Наследие Рокки / Creed — Дэнни «Каскадёр» Уилер
- 2018 — Крид 2 / Creed II — Дэнни «Каскадёр» Уилер